# جو بيس
جو بيس (بالإنجليزية: Joe Pace)‏ مواليد 18 ديسمبر 1953 في نيو برونزويك، هو لاعب كرة سلة أمريكي معتزل. بدأ مسيرته الاحترافية في سنة 1976. تم اختياره من قبل فريق واشنطن ويزاردز خلال الدرافت. حمل الرقم 44. يبلغ طوله 6 قدم 10 بوصة (2.1 م). اعتزل اللعب في 1981. فاز بلقب دوري إن بي إيه. لعب مع واشنطن ويزاردز وفيكتوريا يبرتاس بيزارو.

## روابط خارجية
- جو بيس على موقع إن بي أي (الإنجليزية)
- جو بيس على موقع سبورتس رفرنس (الإنجليزية)
- جو بيس على موقع كلية كرة السلة في سبورتس رفرنس.كوم (الإنجليزية)
- جو بيس على موقع ريلجم (الإنجليزية)
- جو بيس على موقع بروبوليرز (الإنجليزية)